# 岡山協立病院
岡山協立病院（おかやまきょうりつびょういん）は、岡山医療生活協同組合が運営する病院。岡山県岡山市中区に位置する。正式名称は、総合病院岡山協立病院。

## 概要
救急告示病院であり、318床を備える。また、35床の透析用病床を透析センターに備えている。病床の内訳はHCU(ハイケアユニット)8床、地域包括医療病棟50床、地域包括ケア病棟50床、回復期リハビリテーション病棟46床、障害者施設等病棟41床、緩和ケア病棟17床、急性期一般入院料2 算定病床106床である。
全日本民主医療機関連合会(民医連)に加盟している。

## 沿革
- 1960年（昭和35年） 岡山協立病院（3階建・病床数100床）オープン。内科、外科、整形外科、小児科を開設。
- 1963年（昭和38年） 増築。（病床数116床）産婦人科を開設。
- 1965年（昭和40年） 増築。（病床数155床）
- 1968年（昭和43年） 森永砒素ミルク中毒患者健診開始。
- 1973年（昭和48年） 訪問看護開始。
- 1976年（昭和51年） 診療棟（6階）オープン 。（病床数205床）特2類看護基準取得。救急病院指定。人工透析開始。
- 1977年（昭和52年） CTスキャン導入。病理部確立。
- 1982年（昭和57年） 西館・南館完成。（病床数304床）
- 1983年（昭和58年） 総合病院となる。
- 1994年（平成6年） 新看護体系移行。
- 1995年（平成7年） ソワニエ看護専門学校実習病院となる。新看護に移行。
- 1999年（平成11年） 厚生省（当時。現：厚生労働省）の臨床研修指定病院（従病院）に指定。
- 2000年（平成12年） リニューアル着工（北館建てかえ、新南館増築、旧館改装）
- 2002年（平成14年） リニューアル完成（病床数320床）、歯科を開設。
- 2003年（平成15年） 日本医療機能評価機構認定。臨床研修指定病院となる。
- 2004年（平成16年） 各種学会の専門医養成施設に認定、栄養サポートチーム発足。
- 2005年（平成17年） 総合リハビリテーションの施設認定。患者さま何でも相談室の設置。
- 2006年（平成18年） 全事業所に電子カルテ導入。CT・骨密度測定器の更新。経鼻内視鏡の導入。地域医療連携ネット設立。
- 2007年（平成19年） 歯科臨床研修指定病院となる。ISO9001：2000認証取得。
- 2010年（平成22年） 創立50周年を迎える。
- 2011年（平成23年） 緩和ケア病棟開設、MRIの更新
- 2012年（平成24年） 無料低額診療事業開始
- 2014年（平成26年） 卒後臨床研修評価機構認定
- 2015年（平成27年） 訪問看護ステーションの院内移転
- 2017年（平成29年） 透析センターオープン
- 2018年（平成30年） CT装置の更新
- 2019年（令和元年） マンモグラフィー装置の更新
- 2020年（令和2年） AI問診導入、歯科チェアーの更新
- 2021年（令和3年） 血管造影室リニューアルおよび血管撮影装置の更新
- 2022年（令和4年） 電子カルテ更新、自動再来受付機更新、自動精算機導入、X線透視装置更新、RRT（院内迅速対応チーム）立ち上げ
- 2024年（令和6年） PFAS相談外来開始、GGHH(グローバル・グリーン・アンド・ヘルシー・ホスピタルズ)加入、ESWL(対外衝撃波結石破砕装置)更新、地域包括医療病棟開設　50床、日本医療機能評価機構「機能種別版評価項目3rdG：Ver.3.0」一般2および副機能(緩和)更新認定

## 診療科
(この節の出典)
- 総合診療科
- 内科
- 外科
- 整形外科
- 小児科
- 婦人科
- 脳神経外科
- 眼科
- 耳鼻咽喉科
- 皮膚科
- 精神科
- 泌尿器科
- 消化器科(消化器内科、胃腸内科)
- 歯科
- 麻酔科
- 放射線科
- 呼吸器科

- 循環器科(循環器内科)

- 胃腸科
- 麻酔科
- 心療内科
- 肛門科(肛門外科)
- リハビリテーション科
- リウマチ科
- アレルギー科
- 病理診断科
- 救急科

## 医療機関の認定
(この節の出典)
- 労災保険指定医療機関
- 生活保護法指定医療機関(中国残留邦人等の円滑な帰国の促進並びに永住帰国した中国残留邦人等及び特定配偶者の自立の支援に関する法律に基づく指定医療機関を含む。)
- 結核指定医療機関
- 指定自立支援医療機関（更生医療）
- 指定自立支援医療機関（育成医療）
- 指定自立支援医療機関（精神通院医療）
- 身体障害者福祉法指定医の配置されている医療機関
- 精神保健指定医の配置されている医療機関
- 原子爆弾被爆者一般疾病医療取扱医療機関
- 公害医療機関
- 母体保護法指定医の配置されている医療機関
- 臨床研修病院
- 特定疾患治療研究事業委託医療機関
- 在宅療養後方支援病院
- DPC対象病院
- 無料低額診療事業実施医療機関
- 公益財団法人日本医療機能評価機構認定病院[4]
- NPO法人卒後臨床研修評価機構(JCEP)認定証発行病院[5]
- このほか、各種法令による指定・認定病院であるとともに、各学会の認定施設でもある。

## 岡山医療生協関連施設
- 岡山協立病院（本院）岡山市中区赤坂本町8-10
- 岡山医療生活協同組合（本院隣）岡⼭市中区赤坂本町2-20
- 岡山医療生協健診センター（本院内）
- 岡山協立病院歯科（本院内）
- 岡山東中央病院  岡山市中区倉田677-1
- コープ西大寺診療所  岡山市東区西大寺中2丁目20-33
- コープみんなの診療所  岡山市中区乙多見101-4
- せいきょう玉野診療所　玉野市羽根崎町5−10
- コープ倉田歯科　岡山市中区倉田680-1
- 訪問看護ステーションさくらんぼ（本院内）
- ケアプラン協立・介護の窓口（本院内）
- 在宅福祉総合センター倉田  岡山市中区倉田668-1
- デイサービスセンターくらた　岡山市中区倉田668-1
- ヘルパーステーションレインボー　岡山市中区倉田668-1
- コープケアプラン倉田　岡山市中区倉田668-1
- 在宅福祉センター福浜 　岡山市南区福富2丁目8-7
- コープデイサービス福浜　岡山市南区福富2丁目8-7
- ケアプラン福浜　岡山市南区福富2丁目8-7
- グループホーム福浜　岡山市南区福富中２丁目8-10
- デイサービス虹の家　岡山県玉野市羽根崎町5-26
- ケアプラン玉野　玉野市羽根崎町5-10
- 岡山中央福祉会　特別養護老人ホーム　中野けんせいえん　岡山市東区西大寺中野677-1
- 岡山中央福祉会　老人保健施設　さくら苑リハビリセンター　岡山市東区西大寺浜261
- 岡山中央福祉会　ケアハウスあかね　岡山市東区吉原222
- 岡山中央福祉会　健生園デイサービスセンター　岡山市東区吉原231
- 岡山中央福祉会　グループホームさっちゃん家　岡山市東区金田819
- 岡山中央福祉会　養護老人ホーム岡山市会陽の里　岡山市東区久保205-1
- 岡山中央福祉会　特別養護老人ホーム穂香の里　岡山市東区豊田300-1
- 岡山中央福祉会　シルバーライフかなおか　岡山市東区金岡東町1-14-17
- 社会福祉法人　にじのこ福祉会　岡山協立保育園　岡山市中区桜橋3-1-51

## 周辺
- 岡山市立旭東小学校
- 岡山市立東山中学校
- 岡山県立岡山東商業高等学校
- 山陽学園中学校・高等学校
- 岡山市東山プール
- 岡山中央警察署門田交番
- 岡山市消防局中消防署旭東出張所
- 岡山市中区福祉事務所
- 日本郵便岡山旭東郵便局
- ザグザグ門田屋敷南店
- 岡山電気軌道東山本線 門田屋敷停留場
- 岡山県道45号岡山玉野線（通称：産業道路）

## 交通アクセス
- 岡山電気軌道： 岡山駅より「東山・おかでんミュージアム駅」行きに乗車、門田屋敷下車、徒歩7分。
- 岡電バス： 岡山駅・天満屋より「新岡山港」「山陽学園大学」「岡山ふれあいセンター」行きに乗車、協立病院前下車、徒歩1分